# Huskies de Michigan Tech
Les Huskies de Michigan Tech (en anglais : Michigan Tech Huskies) est un club omnisports universitaire de l'Université technologique du Michigan, située à Houghton dans le Michigan aux États-Unis. Les équipes des Huskies participent aux compétitions universitaires organisées par la National Collegiate Athletic Association.

## Hockey sur glace
L'équipe de hockey sur glace masculine fait partie de la conférence Central Collegiate Hockey Association, évoluant en division 1. Elle fut championne nationale NCAA à trois reprises, soit en 1962, 1965, 1975.